# Francisca de Lorena
Francisca de Lorena (em francês:  Françoise de Lorraine; Nantes, novembro de 1592 - Paris, 8 de setembro de 1669), foi uma princesa de Lorena que, foi também duquesa de Mercoeur, marquesa de Nomeny, baronesa de Ancenis, e Duquesa de Penthièvre. Por casamento veio a ser também duquesa de Vendôme e duquesa de Étampes. É antepassada da Casa de Saboia, reis de Itália.

## Um avô francófono
Membro da Casa de Lorena enquanto sobrinha neta em linha masculina do duque Renato II da Lorena, ela era neta de Nicolau de Lorena, Duque de Mercoeur, regente dos ducados de Lorena e Bar, imposto pela França durante a menoridade do duque Carlos III da Lorena.
O seu pai, Filipe Emanuel de Lorena, duque de Mercoeur, governador da Bretanha, era irmão da rainha Luísa de Lorena-Vaudémont, viúva do rei Henrique III de França, assassinado três anos antes do seu nascimento de Francisca de Lorena.
Brilhante capitão apoiando continuamente a causa católica, Filipe Emanuel de Lorena provinha de um ramo cadete mas protegido pelo seu real cunhado, concluí em 1576 uma brilhante e lucrativa união ao casar Maria de Luxemburgo, duquesa de Penthièvre e princesa de Martigues.

## Uma princesa pretendida
Nascida durante as Guerras religiosas, Francisca de Lorena torna-se uma esperança de paz entre as fações. Inicialmente pretendida pelo seu primo Carlos de Lorena-Chaligny (1592-1631), que acaba por preferir una vida eclesiástica acabando como Bispo de Verdun, Francisca de Lorena vem a casar com César de Bourbon, o filho legitimado do rei Henrique IV de França.
De facto, para concluir a paz entre o seu pai, que dirigia a Liga católica na Bretanha, e o rei de França Henrique IV de França, ela vem a casar em 1609 com César de Bourbon (1594-1665),  Duque de Vendôme e Duque de Étampes filho legitimado do rei e de Gabrielle d'Estrées, nobre conflituoso que passa a vida entre intrigas e a prisão e que só voltará a cair nas graças reais aquando do casamento do seu filho mais velho com uma sobrinha do cardeal Mazarino.

## Casamento e descendência
Do seu casamento com César de Bourbon, “legitimé de France” , Duque de Vendôme, nascem três filhos:
- Luís (Louis) (1612-1669), duque de Mercœur, e depois duque de Vendôme, casa em 1651 com Laura Mancini. Viúvo em 1657, toma as ordens.
- Isabel (Elisabeth) (1614-1664), casada com Carlos Amadeu de Saboia-Nemours, duque de Nemours (1624-1652).
- Francisco (François) (1616-1669), duque de Beaufort em 1665, conhecido por o Rei des Halles, sem aliança.

## O fim do “Século dos Santos”
Pertencente a uma família conhecida pelo seu catolicismo intransigente, Francisca de Lorena é sobretudo lembrada pela sua grande piedade. Ela protege São Vicente de Paula e, ajudada pela filha, não hesita em despender montantes para ajudar os miseráveis de Paris e dos seus domínios. Pela vida agitada do seu marido vê-se constrangida, por mais de uma vez, a exilar-se mas ela conserva a estima da rainha regente Ana de Áustria (que, por coincidência, eram cunhadas “pela mão esquerda”.
A sua vida espiritual não a impede de gerir sabiamente os bens e, em 1612, ela vende o marquesado de Nomeny que herdara do seu avô, o regente Nicolau de Lorena, Duque de Mercoeur, ao seu primo o Duque Henrique II da Lorena.
Se o seu marido, mais moderado, e o seu filho mais velho se mantêm fieis à rainha-regente, o filho mais novo e o genro participam ativamente na Fronda. Em 1651, para se reconciliar com a corte, o seu filho mais velho, Luís II, Duque de Vendôme é forçado a casar com uma sobrinha do Cardeal Mazarino. Alguns anos mais tarde, viúvo e pai de três filhos, ele entra na via eclesiástica sendo rapidamente promovido ao cardinalato.
Em 1652, embora aliados políticos, o seu filho mais novo, o Duque de Beaufort, e o seu genro, o Duque de Nemours, batem-se em duelo. Nemours é morto deixando duas filhas ainda meninas cuja educação Francisca assegurará. A neta mais velha, Maria Joana, após ter ficado noiva do seu primo, o futuro duque Carlos V da Lorena, casou com o Carlos Emanuel II de Saboia, tendo sido regente em nome do filho, Vitor Amadeu II. A segunda, Maria Francisca foi, por duas vezes, rainha consorte de Portugal e dos Algarves.
Após a morte da filha, em 1664 e a do marido em 1665, Francisca de Lorena vem a falecer em 1669 com a idade de 77 anos, algumas semanas após o seu filho, o Cardeal de Vendôme. Sobrevivera não só aos seus filhos, mas a toda uma época, designada por « século dos santos », o apogeu do absolutismo de Luís XIV, seu sobrinho.